# Heavy metal

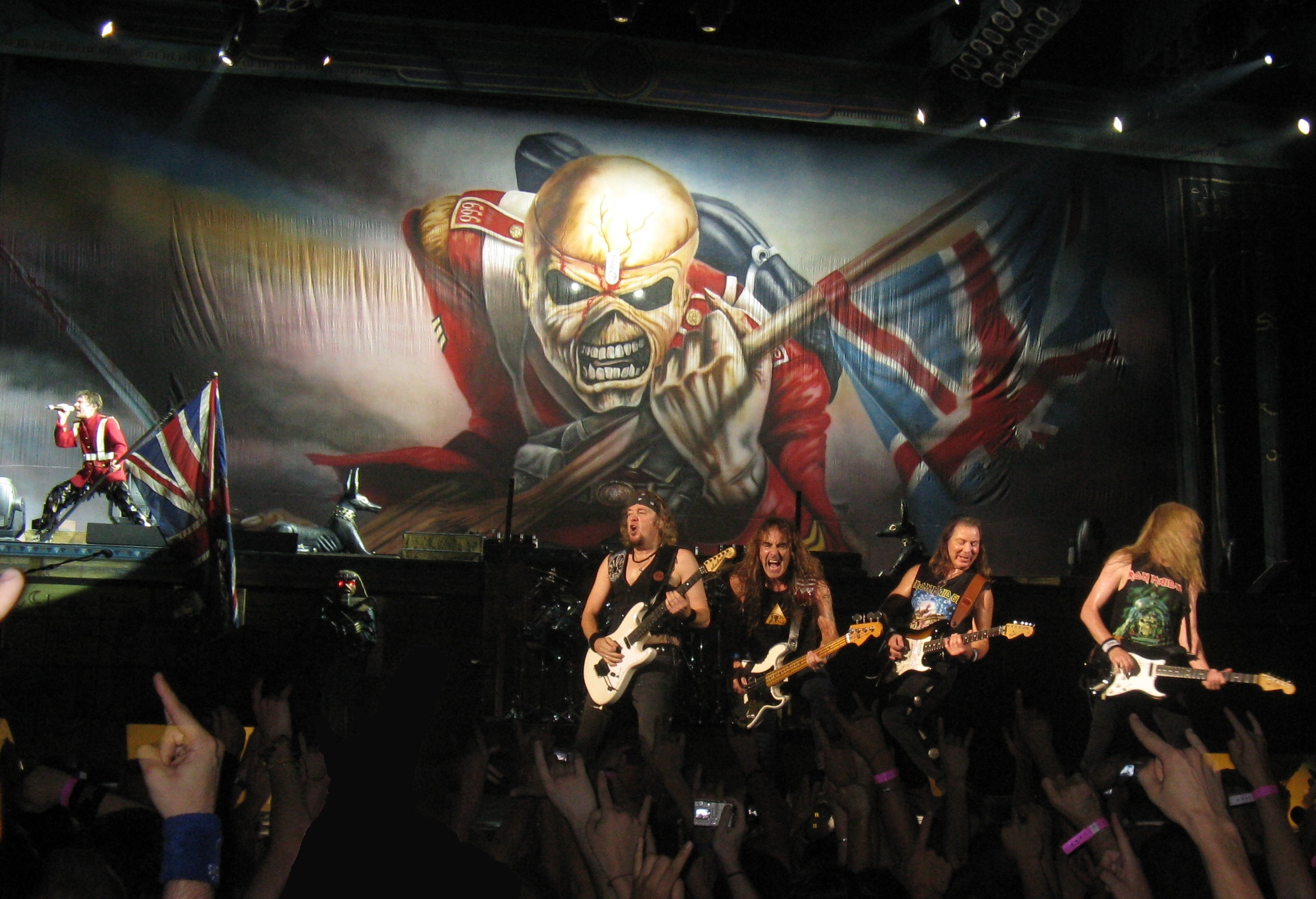
Heavymetalowy zespół Iron Maiden – koncert w Paryżu (2008)

Heavy metal (potocznie metal) – pochodna muzyki rockowej powstała na przełomie lat 60. i 70. XX wieku w Wielkiej Brytanii i Stanach Zjednoczonych. Gatunek charakteryzują ciężkie i ostre brzmienia, przesterowane solówki gitarowe, dynamiczna sekcja rytmiczna i wielość technik wokalnych.

## Wstęp
Protoplastą gatunku był hardrockowy zespół Black Sabbath, który odróżniał się od innych zespołów, takich jak Led Zeppelin czy Deep Purple, specyficznym „cięższym” brzmieniem utworów.
Judas Priest (druga połowa lat 70. XX wieku) jest przez wielu uznawany za pierwszy zespół heavymetalowy, podobnie jak zespół Motörhead, który postawił na szybkość i surowość brzmienia.
Na przełomie lat 70. i 80. popularność punk rocka zaczęła maleć, a heavy metal zaczął zyskiwać coraz większą popularność, w efekcie której powstała subkultura metalowców.
Na początku lat 80. XX wieku w Wielkiej Brytanii, po fali popularności punk rocka (późne lata 70.), miało miejsce zjawisko nazywane New Wave of British Heavy Metal (NWOBHM). Charakterystyczne zespoły muzyczne tego okresu to np. Judas Priest, Tygers of Pan Tang, Saxon, Tank, Holocaust, Raven, Battleaxe, Iron Maiden czy Jaguar. Zespoły te tworzyły muzykę bardziej dynamiczną i o agresywniejszym brzmieniu, niż zespoły hardrockowe z lat 70. między innymi, dlatego że czerpano inspirację z elementów punk rocka. Klasyczny heavy metal był bardzo popularny w pierwszej połowie lat 80. i rozprzestrzenił się na całą Europę, jednak nigdy nie zdobył dużej popularności w Stanach Zjednoczonych, gdzie w latach 1981–1983 powstawał bardziej komercyjny i złagodzony nurt – glam metal, reprezentowany przez między innymi Motley Crue i Twisted Sister, jednak ten nurt jeszcze „raczkował”, dokładnie w tym samym czasie początki miał też mocniejszy i surowszy speed metal w Wielkiej Brytanii za sprawą zespołu Venom, który wprowadził więcej elementów muzyki punk. Tą drogą podążały już 2 lata później zespoły takie jak Slayer, Metallica, Exciter czy Cross Fire, jednak wówczas dominował heavy metal i osiągał swój zenit pod względem ciężkości i żywiołowości.
W połowie lat 80. nadeszły zmiany: tradycyjny heavy metal zaczął stopniowo łagodnieć, część zespołów heavymetalowych zaczęła nagrywać lżejsze, bardziej komercyjne płyty, natomiast w USA triumfy święcił glam metal i jego podgatunek (reprezentowany między innymi przez Poison i Cinderella) zwany hair metal, zbliżony niemal do popowego standardu, jednak dokładnie w tym czasie ogromną popularność (zarówno w USA, jak i w Europie np. w Niemczech) osiągnęła znacznie bardziej surowa i brutalna brzmieniowo odmiana metalu, reprezentowana przez „podziemne” grupy muzyczne. W głównym nurcie muzyki rozrywkowej znalazł się thrash metal, czyli jeszcze surowszy i agresywniejszy od speed metalu gatunek reprezentowany m.in. przez Metallikę, Megadeth, Slayera, Anthrax („Wielka Czwórka Amerykańskiego Thrash Metalu”), oraz „Wielka Trójka Niemieckiego Thrash Metalu”, tj. Sodom, Destruction i Kreator. W tym okresie początki mają również inne takie odmiany metalu jak death metal, zapoczątkowany przez zespół Possessed, czy black metal, w którego powstaniu miały duży wkład grupy Venom i Bathory. Od połowy lat 90. XX wieku zaczęły się wyłaniać inne popularne podgatunki takie, jak nu metal zawierający elementy grunge’u i hip hopu, czy metalcore łączący ekstremalny metal z punkiem.

## Charakterystyka
Tradycyjnie z muzyką metalową kojarzone są głośne, przesterowane gitary, intensywna sekcja rytmiczna, wyraźne basy i mocny wokal. Encyklopedia muzyki PWN definiuje heavy metal jako muzykę charakteryzującą się znacznie szybszym rytmem niż w innych gatunkach rocka, bardziej dynamiczną sekcją instrumentalną i ostro brzmiącymi solówkami gitarowymi. Jednak różne podgatunki zawierają, kładą nacisk lub omijają niektóre z tych elementów. Krytyk muzyczny gazety New York Times, Jon Pareles określił heavy metal jako ważny podgatunek muzyki rockowej, z mniejszym naciskiem na synkopę i elementy bluesowe, a większym na show i brutalną siłę. Typowy zespół metalowy składa się z gitarzysty, basisty, perkusisty i wokalisty (który często gra również na gitarze rytmicznej lub innym instrumencie z wyżej wymienionych). Niektóre zespoły wykorzystują również instrumenty klawiszowe i syntezatory.
Gitara elektryczna i moc generowana przez wzmocnienie i przesterowanie dźwięku, jest historycznie kluczowym elementem heavy metalu. Główna rola gitary niejako koliduje z tradycyjnie główną rolą wokalisty, co wywołuje swego rodzaju muzyczne napięcie między nimi i rywalizację o dominującą rolę w zespole. Heavy metal „wymaga podporządkowania wokalu” ogólnemu brzmieniu zespołu. Pewnym odbiciem korzeni metalu w kontrkulturze lat 60. XX wieku jest wymóg „wyrażenia emocji i zaangażowania” jako wyrazu autentyczności. Krytyk Simon Frith stwierdził, że „brzmienie głosu” jest istotniejsze od samego tekstu utworu. Brzmienie wokalu jest różne dla różnych wykonawców – od wielooktawowego, operowego śpiewu Roba Halforda z Judas Priest, czy Bruce’a Dickinsona z Iron Maiden, przez surowy styl Lemmy’ego Kilmistera z Motörhead i Jamesa Hetfielda z zespołu Metallica, aż do growlu używanego przez wokalistów death metalowych, czy nawet wrzasków w black metalu.
Kluczowym elementem metalowego brzmienia jest również gitara basowa i jej współbrzmienie z gitarą prowadzącą. To właśnie niskie dźwięki generowane przez gitarę basową decydują o „ciężkim brzmieniu” muzyki metalowej. Linia melodyczna gitary basowej może być również bardzo rozbudowana. W muzyce niektórych zespołów bas uzyskał wręcz rolę przewodnią, a za popularyzatora takiego podejścia uważa się Cliffa Burtona, basistę zespołu Metallica.
Najważniejszą rolą perkusji jest „nadawanie tempa, mocy i precyzji”. Od perkusisty metalowego „wymaga się olbrzymiej fizycznej wytrzymałości”, „szybkości, koordynacji ruchowej i zręczności” niezbędnej do wykonania złożonych układów rytmicznych, często występujących w muzyce metalowej. Jedną z charakterystycznych dla metalu technik jest tzw. „cymbal choke”, polegający na uderzaniu talerza perkusyjnego i natychmiastowym wyciszaniu drugą ręką, lub rzadziej, tą samą ręką. Zestaw perkusyjny używany przez perkusistów metalowych składa się zazwyczaj z większej ilości elementów od tych, których używają perkusiści zespołów grających inne odmiany muzyki rockowej.
Socjolog Deena Weinstein uważa, że w występach na żywo kluczową rolę odgrywa „szturm dźwięków”. Z kolei psycholog Jeffrey Arnett określa koncerty heavymetalowe jako „zmysłowe odpowiedniki wojny”. Weinstein stawia tezę, że tak jak najważniejszym elementem muzyki pop jest melodia, czy rytm w muzyce house, dla metalu najważniejsze są potężne dźwięki, tembr i głośność. Weinstein uważa, że wysoka głośność ma „wessać słuchacza do wnętrza dźwięku” i zapewnić „zastrzyk młodzieńczej witalności”.

## Tematyka tekstów
Tematyka tekstów Black Sabbath i wielu grup zainspirowanych ich muzyką skoncentrowała się „na ponurej i depresyjnej tematyce w stopniu niespotykanym dotąd w jakimkolwiek gatunku muzyki popularnej”, twierdzą David Hatch i Stephen Millward. Jako przykład podają album Black Sabbath z 1970 roku – Paranoid, w którym „znaleźć można
odniesienia do osobistych traum (tytułowy „Paranoid” i „Fairies Wear Boots”), ale również szerszą tematykę, np. w utworach „War Pigs” czy „Hand of Doom”. W późniejszych utworach odnaleźć można temat katastrofy nuklearnej, np. w utworach „2 Minutes to Midnight” Iron Maiden, „Killer of Giants” Ozzy’ego Osbourne’a, „Polaris” zespołu Megadeth, czy „Fight Fire With Fire” zespołu Metallica. Śmierć jest jednym z najczęściej występujących motywów w tekstach utworów metalowych, łączący muzykę zespołów znacząco się od siebie różniących, jak np. Slayer i W.A.S.P.
Jako że korzeni metalu należy szukać w muzyce bluesowej, ważnym tematem tekstów jest również seks – począwszy od subtelnych tekstów Led Zeppelin, aż po bardzo wyraźne odniesienia w utworach zespołów glam i nu metalowych. Tragedia romantyczna to standardowy temat gothic i doom metalu, w nu metalu przeplatany dodatkowo tematem młodzieńczych lęków. Utwory heavymetalowe często zawierają dziwaczne, inspirowane fantastyką teksty, nadające im senną, surrealistyczną jakość. Dla przykładu utwory Iron Maiden często inspirowane były mitologią, literaturą i poezją. Tematyka tekstów Led Zeppelin często obraca się wokół Władcy Pierścieni, mitologii i folkloru różnych krajów. Podobną tematykę znajdziemy w utworach Black Sabbath, Megadeth czy Judas Priest. Od lat 80. XX wieku, wraz z pojawieniem się i wzrostem popularności thrash metalu, w utworach coraz częściej pojawia się tematyka socjopolityczna (utwory …And Justice for All zespołu Metallica, lub Peace Sells Megadeth). Natomiast podgatunki takie jak melodic death metal, metal progresywny czy black metal, często zawierają motywy filozoficzne.
Warstwa tematyczna utworów heavymetalowych od dawna była celem krytyki. „Treść utworów heavymetalowych jest prosta i na dobrą sprawę uniwersalna. Przy wszystkich pomrukach, jękach i słabych literacko tekstach, treść sprowadza się do imprezy bez ograniczeń.” twierdzi Jon Pareles. Krytycy często określali teksty jako niedojrzałe i banalne, inni krytykowali rzekome nakłanianie do mizoginii i okultyzmu. W latach 80. XX wieku organizacja Parents Music Resource Center zwróciła się do Kongresu USA, w sprawie uregulowania rynku muzyki popularnej, ze względu na niepoprawne politycznie treści występujące w utworach, zwłaszcza heavymetalowych. W 1990 roku Judas Priest został pozwany przez rodziców dwojga młodych ludzi, którzy zastrzelili się pod wpływem słów „do it” (zrób to) przekazywanych rzekomo podprogowo w jednym z utworów. Sprawa przyciągnęła uwagę mediów, lecz została umorzona.

## Wizerunek i moda

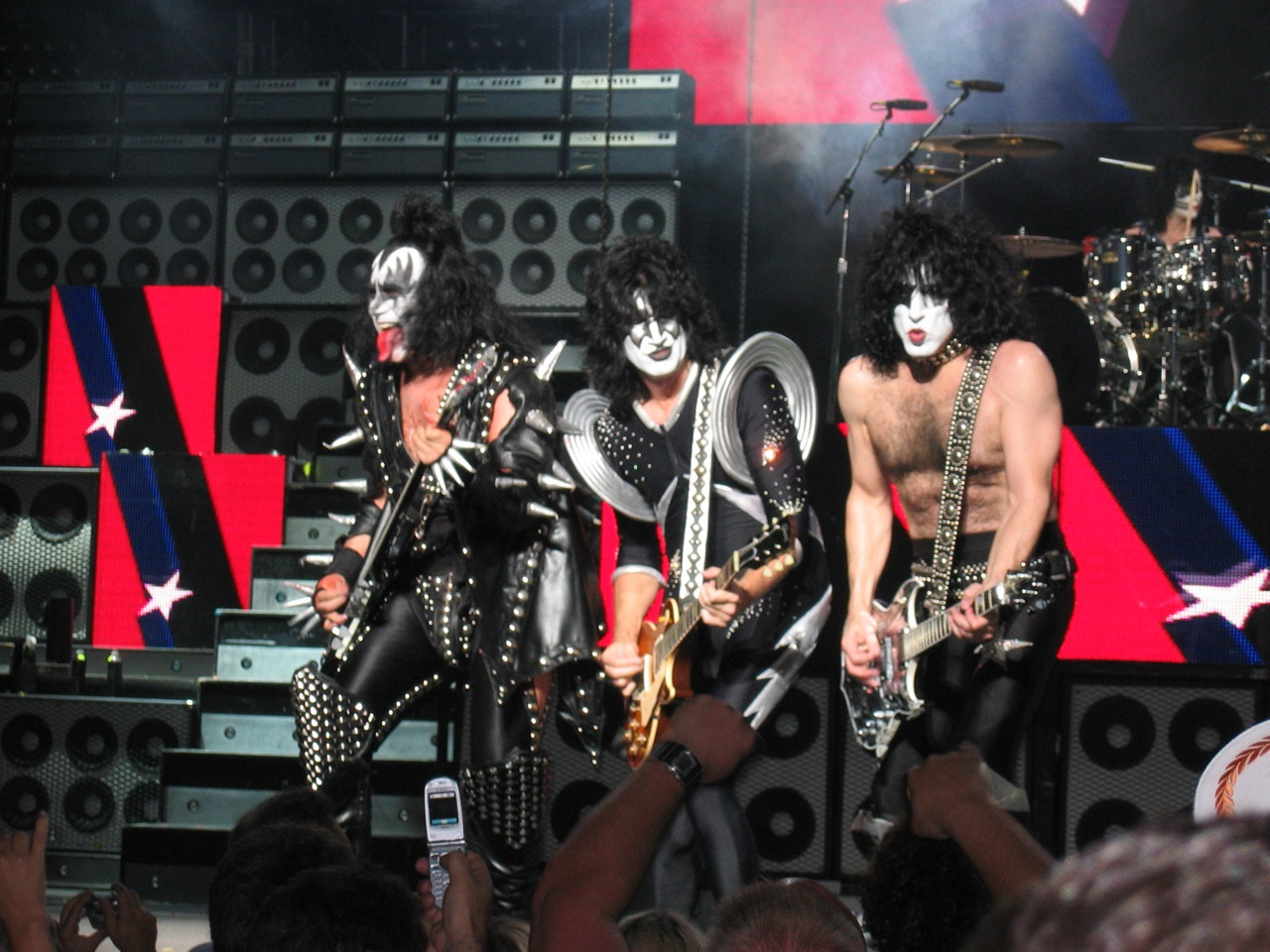
Kiss na koncercie w 2004 roku, muzycy noszą charakterystyczny makijaż

Podobnie, jak w przypadku innych gatunków muzyki popularnej, tak i w heavy metalu wizerunek odgrywa ważną rolę. Oprócz samej warstwy dźwiękowej i tekstowej, wizerunek wyrażany jest poprzez okładki albumów, loga zespołów, scenografię koncertów i teledysków. Niektórzy wykonawcy (np.: Kiss, Alice Cooper, Lordi, Rammstein i GWAR) stali się znani z szokujących występów scenicznych.
Najlepiej rozpoznawalnym elementem mody metalowej stały się długie, „spływające po plecach” włosy. Pierwotnie zaadaptowane z subkultury hipisowskiej, w latach 80. i 90. XX wieku, włosy stały się „symbolem nienawiści, lęku i rozczarowania pokolenia, które najwyraźniej nie mogło znaleźć swojego miejsca”. Długie włosy miały dać społeczności metalowców „siłę, której potrzebowali do walki z... niczym sprecyzowanym.”
Na klasyczne „umundurowanie” fana muzyki metalowej składają się „niebieskie dżinsy, czarne podkoszulki, wysokie buty i kurtki dżinsowe lub z czarnej skóry, powszechną „praktyką” w latach 80. wśród fanów heavy i thrash metalu było noszenie przerobionych na kamizelki (z obciętymi rękawami) kurtek dżinsowych, na kurtkach skórzanych. Podkoszulki często ozdobione są symbolami lub logami ulubionych zespołów.” Fani przyswoili takie elementy stroju jak łańcuchy, metalowe ćwieki, czaszki itp. W latach 80. XX wieku elementy mody heavymetalowej zaczerpywano z wielu źródeł, poczynając od muzyki punkowej i gotyckiej na horrorach skończywszy. Wielu wykonawców „wzmacniało” swój wizerunek sceniczny stosując instrumenty o nietypowych rozmiarach i o jaskrawych kolorach. Strój i wizerunek stał się szczególnie ważnym elementem dla zespołów z epoki glam metalu. Wykonawcy nosili długie, farbowane, tapirowane lub lakierowane włosy (stąd też inna nazwa nurtu – hair metal) i stosowali szminki i cienie do oczu. Krzykliwy strój, np.: bluzy lub kamizelki w panterkę i obcisłe skórzane spodnie, oraz biżuteria również stały się rozpoznawalnym elementem wyglądu. Pod koniec lat 80., w japońskim środowisku visual kei, do którego należały również zespoły nie grające muzyki metalowej, pojawiła się moda zapoczątkowana przez grupę X Japan na rozbudowane stroje, fryzury i makijaż.

## Subkultura
Deena Weinstein przekonuje, że heavy metal zdeklasował pozostałe podgatunki muzyki rockowej głównie dzięki powstaniu silnej, zamkniętej, silnie męskiej subkultury. Jednak, pomimo że trzonem grupy fanów są młodzi biali mężczyźni z klasy robotniczej, grupa „toleruje przedstawicieli innych grup społecznych, jeśli podporządkują się wymaganiom odnośnie stroju, wyglądu i zachowania.” Identyfikacja z subkulturą podkreślana jest nie tylko poprzez wspólne uczęszczanie na koncerty czy wspólne elementy stroju, ale też udzielanie się w czasopismach poświęconych muzyce metalowej, czy – szczególnie ostatnio – na stronach internetowych.
Scena metalowa określana jest jako „subkultura wyobcowania”, posiadająca własny kod autentyczności. Kodeks nakłada pewne obowiązki na wykonawcach: muszą być w pełni oddani muzyce, którą tworzą i lojalni względem fanów, oraz powinni okazywać brak zainteresowania popularnością w mediach głównego nurtu – nie mogą „się sprzedać”. Od fanów kodeks wymaga „postawy opozycyjnej względem ustalonych autorytetów i odrębności od reszty społeczeństwa”. Filmowiec i muzyk Rob Zombie zauważa, że „większość fanów obecnych na moich koncertach, to ludzie pełni wyobraźni i energii, z którą nie mają co zrobić”, a muzykę metalową określa jako „tworzoną przez outsiderów, dla outsiderów. Nikt nie chce być dziwakiem. Po prostu się nim stajesz, a dzięki metalowi wszyscy dziwacy zbierają się w jednym miejscu.” Badacze muzyki metalowej zauważyli tendencję do klasyfikowania i odrzucenia pewnych wykonawców, ale i innych fanów jako „pozerów”, „którzy pretendują do miana metalowców, ale brakuje im autentyczności i szczerości.”

## Etymologia
Termin „heavy metal” używany jest w dwóch znaczeniach:
- jako ogólna nazwa całego szeregu stylów muzycznych, wywodzących się z heavy metalu; w tym znaczeniu używana jest również ogólna nazwa metal
- oraz jako określenie muzyki granej przez zespoły metalowe w latach 70. i 80. XX wieku; w tym znaczeniu używana jest również nazwa classic metal.

Niejasne jest pochodzenie nazwy heavy metal – istnieje tu kilka wersji. Według jednej z nich pierwszy raz użyto jej w artykule opublikowanym w 1967 roku w piśmie „Rolling Stone” na temat muzyki Jimiego Hendriksa, w którym autor opisywał brzmienie gitarzysty jako (…) heavy metal falling from the sky. Inne źródła odnoszą do opowiadania Williama S. Burroughsa „The Heavy Metal Kid”. Wreszcie inni skłonni są wywodzić termin z tekstu piosenki grupy Steppenwolf „Born to Be Wild” (z filmu „Easy Rider”), w którym pojawia się fraza heavy metal thunder, w odniesieniu do dźwięku pędzących motocykli. Należy tutaj nadmienić, że w slangu motocyklistów amerykańskich „heavy metal” jest określeniem na charakterystyczny dźwięk pracy dwucylindrowego silnika motocykla Harley-Davidson. Istotne jest w tym zestawieniu słowo heavy. Nawiązanie do metalu ciężkiego ukryte jest też w nazwie jednego z zespołów, z którego gatunek się wywodzi – Led Zeppelin (Pierwsza nazwa Lead Zeppelin – Ołowiany Sterowiec). Pomysł zmiany nazwy grupy The New Yardbirds na Led Zeppelin powstał po uwadze Keitha Moona z The Who, w której muzykę zespołu określił on jako go over like a lead balloon – „przepływa nad nami jak ołowiany balon” (zeppelin to sterowiec).
Bez względu na źródła nazwy, już w połowie lat siedemdziesiątych termin heavy metal był powszechnie używany na określenie najcięższego gatunku hard rocka, choć sam styl daleki był wtedy jeszcze od homogeniczności.

## Historia
Pierwszą grupą grającą muzykę heavy metal w jej rozwiniętym już kształcie, był Judas Priest. W swej symbolice odnosił się raczej do Black Sabbath niż Led Zeppelin czy Deep Purple, rozciągając jej granice do ekstremum. Podstawowymi cechami tej muzyki była ostra i dudniąca praca sekcji rytmicznej, dominacja mocno przesterowanej, ostro grającej gitary elektrycznej (u niektórych grup duetu gitar elektrycznych, u Iron Maiden nawet tria). Największą różnorodność można zaobserwować w rodzaju śpiewu. Wokaliści zaadaptowali wiele różnych stylów – od gardłowego, bardzo szorstkiego śpiewu (Bona Scotta i Briana Johnsona z AC/DC), przez growl, aż do śpiewu czystym falsetem (Mercyful Fate, Stratovarius). Do najbardziej znanych grup heavymetalowych tego okresu należały Iron Maiden, AC/DC, Kiss, Judas Priest, Motörhead, Saxon, Blue Öyster Cult, czy Nazareth.
Początek lat 80. XX wieku był okresem wzmożonej popularności, a jednocześnie wyraźnych jego przemian. Muzyka heavymetalowa, będąca ciągle alternatywnym gatunkiem rocka, zaczyna dominować w radiu i rodzącej się wtedy telewizji muzycznej. Miało to olbrzymi wpływ na zarówno wizualną stronę muzyki, jak i samo jej brzmienie. Początkowo muzyka była ostra i agresywna, w pierwszej połowie dekady osiągnęła surowość znacznie większą niż w poprzedniej dekadzie za sprawą takich zespołów jak Iron Maiden, Saxon, Tank, Raven, Holocaust, Tygers Of Pan Tang czy Battleaxe, jednak w połowie lat 80. nastąpiło stopniowe łagodzenie jej brzmienia. Popularność zyskują takie grupy, jak Europe, Def Leppard, Van Halen, Scorpions, oraz te zbliżające heavy metal niemal do popowego standardu, jak Bon Jovi, Poison. Do muzyki wprowadzono chórki, instrumenty klawiszowe, a do scenicznej praktyki choreografię, fantazyjne stroje i makijaż. Styl ten w literaturze angielskiej zwany hair metal lub big hair metal, ze względu na wielkie tapirowane fryzury noszone przez muzyków, zapewne doprowadziłby do ostatecznego wtopienia się gatunku w główny nurt rocka, gdyby nie pojawienie się grup, należących do nurtów thrash i death metal, co miało miejsce w tym samym czasie. Formacje te spotęgowały surowość heavy metalu, wprowadzając wpływy muzyki punk. Za tymi zespołami poszedł cały legion innych grup rockowych, czyniąc heavy metal, coraz częściej nazywany po prostu metalem, jednym z najpopularniejszych i najbardziej żywotnych kierunków we współczesnym rocku. Z czasem też wykształciła się mnogość podgatunków i stylów metalowych, często łączonych z innymi gatunkami muzycznymi (nu metal, hard core, industrial metal).
Heavy metal to nie tylko gatunek muzyczny, lecz także szeroki nurt we współczesnej kulturze masowej. Gatunek w swej sferze tekstowej odnosił się do modnej fantastyki naukowej, fantasmagorii i humoreski opartej na czarnym humorze. Nie stronił też od poruszania treści religijnych, antyreligijnych, czy satanistycznych. Także niektóre grupy metalowe zaadaptowały w swych tekstach skrajne, neonazistowskie i szowinistyczne treści. Muzyka heavy metal była grana niemal wyłącznie przez białych muzyków, więc często kojarzono ją z pewną formą kulturowego rasizmu. Choć satanizm, rasizm i neonazizm stanowiły niewielki margines tego szerokiego nurtu, wielu zaczęło traktować całą muzykę metalową jako skrajny i schyłkowy gatunek muzyki popularnej. Innym aspektem heavy metalu była jego tajemniczość i surowość, nieodparcie kojarzące się z gotykiem.
Rozpatrywanie muzyki metalowej w kategoriach tradycyjnej estetyki jest bardzo trudne i zwodnicze. Twórcy metalowi, poza wczesnym okresem i czasem hair metal, nie dbali o piękno swej muzyki, przynajmniej w szeroko przyjętym tego słowa znaczeniu. Bardziej interesującym było dla nich wytworzenie odpowiedniego nastroju, zgodność ze standardem i wykonawcza precyzja. Specyfika metalu, a zwłaszcza ekstremalnych jego odmian, powoduje wiele nieporozumień. Zarówno muzykom, jak i ich fanom często przypisywany jest satanizm, przy czym zwykle oskarżenia takie wynikają ze stereotypów istniejących w społeczeństwie, a nie z analizy twórczości zespołu.
W okresie największej popularności gatunku rynek muzyczny został zdominowany przez trzy nurty – popową nową falę, rock głównego nurtu i sam heavy metal. Właśnie te dwa ostatnie gatunki sobie przeciwstawiono. Główny nurt reprezentowany przez takie grupy i artystów, jak Dire Straits, Sting czy U2, uznano za tzw. inteligentny rock, gdy metalowi nadano miano prymitywnego rocka. Podział taki był bardzo kontrowersyjny, gdyż w swej muzycznej treści heavy metal często był dużo bardziej złożony niż inteligentny rock. W muzyce tej łatwo jest odnaleźć wpływy muzyki poważnej, zwłaszcza baroku. Czołowi muzycy metalowi, głównie gitarzyści, przyznawali się do czerpania motywów z Bacha lub Paganiniego, czasem dosłownie, jak użycie przez Accept fragmentu „Dla Elizy” Beethovena w utworze „Metal Heart”. Wiele aranżacji metalowych solówek gitarowych do złudzenia przypomina barokowe aranżacje smyczkowe. Instrumentaliści metalowi często też posiadali znakomite umiejętności techniczne, daleko wyprzedzając muzyków grających inne gatunki rocka czy popu. Z drugiej strony jednak subtelności te były niedostrzegalne dla przeciętnego odbiorcy, który słuchał tej muzyki dla tzw. czadu lub zadymy.
W latach 90. XX wieku heavy metal ciągle był jednym z dominujących gatunków rocka. Jego popularność spowodowała także to, że inne gatunki i style rocka przejęły pewne cechy muzyki metalowej, głównie agresywność i dynamikę.